# Gran Premi de Mèxic del 1963
Resultats del Gran Premi de Mèxic de Fórmula 1 de la temporada 1963, disputat a l'autòdrom Hermanos Rodríguez a la Ciutat de Mèxic el 27 d'octubre del 1963.

## Resultats
| Posició | Número | Pilot                      | Equip            | Voltes | Temps/ Retirada           | Posició de sortida | Punts |
| ------- | ------ | -------------------------- | ---------------- | ------ | ------------------------- | ------------------ | ----- |
| 1       | 8      | Jim Clark                  | Lotus - Climax   | 65     | 2h 09' 52.1               | 1                  | 9     |
| 2       | 5      | Jack Brabham               | Brabham - Climax | 65     | + 1' 41.1 min.            | 10                 | 6     |
| 3       | 2      | Richie Ginther             | BRM              | 65     | + 1' 54.7 min.            | 5                  | 4     |
| 4       | 1      | Graham Hill                | BRM              | 64     | + 1 Volta                 | 3                  | 3     |
| 5       | 11     | Jo Bonnier                 | Cooper - Climax  | 62     | + 3 Voltes                | 8                  | 2     |
| 6       | 6      | Dan Gurney                 | Brabham - Climax | 62     | + 3 Voltes                | 4                  | 1     |
| 7       | 22     | Hap Sharp                  | Lotus - BRM      | 61     | + 4 Voltes                | 16                 |       |
| 8       | 16     | Jim Hall                   | Lotus - BRM      | 61     | + 4 Voltes                | 15                 |       |
| 9       | 14     | Jo Siffert                 | Lotus - BRM      | 59     | + 6 Voltes                | 9                  |       |
| 10      | 12     | Carel Godin de Beaufort    | Porsche          | 58     | + 7 Voltes                | 18                 |       |
| 11      | 13     | Moisès Solana              | BRM              | 57     | Motor                     | 11                 |       |
| Ret     | 25     | Phil Hill                  | ATS              | 46     | Suspensions               | 17                 |       |
| Ret     | 24     | Lorenzo Bandini            | Ferrari          | 36     | Encesa                    | 7                  |       |
| Ret     | 3      | Bruce McLaren              | Cooper - Climax  | 30     | Motor                     | 6                  |       |
| Ret     | 10     | Pedro Rodríguez de la Vega | Lotus - Climax   | 26     | Suspensions               | 20                 |       |
| Ret     | 17     | Masten Gregory             | Lola - Climax    | 23     | Suspensions               | 14                 |       |
| DSC     | 23     | John Surtees               | Ferrari          | 19     | Desqualificat             | 2                  |       |
| Ret     | 9      | Trevor Taylor              | Lotus - Climax   | 19     | Motor                     | 12                 |       |
| Ret     | 26     | Giancarlo Baghetti         | ATS              | 12     | Motor                     | 21                 |       |
| Ret     | 18     | Chris Amon                 | Lotus - BRM      | 9      | Caixa canvi               | 19                 |       |
| Ret     | 4      | Tony Maggs                 | Cooper - Climax  | 7      | Motor                     | 13                 |       |
| NOC     | 20     | Frank Dochnal              | Cooper - Climax  |        | Accident a les pràctiques |                    |       |
| WD      | 7      | Walt Hansgen               | Lotus            |        |                           |                    |       |
| WD      | 15     | Innes Ireland              | Lotus - BRM      |        | Pilot ferit               |                    |       |
| WD      | 19     | Thomas Monarch             | Lotus - Climax   |        |                           |                    |       |

## Altres
- L'única participació d'un monoplaça amb el número 13 a la història de la F1.
- Pole: Jim Clark 1' 58. 8
- Volta ràpida: Jim Clark 1' 58. 1